# Heinrich Dahlinger
Heinrich Dahlinger (né le 30 octobre 1922 à Kiel et mort le 2 février 2008 à Rendsburg) est un ancien joueur allemand de handball, qui est deux fois champion du monde de handball à onze, une fois vice-champion du monde de handball à sept et une fois champion du monde officieux (« coupe d'or ») de Folkeboot. Il est généralement appelé Hein Dahlinger ou surnommé Hein Daddel. 

## Carrière sportive
Dahlinger rejoint le club de handball THW Kiel à l'âge de 14 ans, avec lequel il joue son dernier match 30 ans plus tard, totalisant 5 423 buts en 1 871 matchs avec THW Kiel. En 1948 et 1950, Dahlinger et son club sont championnat d'Allemagne masculin de handball à onze (de), et en 1957, 1962 et 1963 champions allemands de handball à sept - et donc un total de cinq titres de champions allemands de handball. Dahlinger a toujours décrit le championnat allemand de 1948 comme son plus grand succès ; à l'époque, chaque joueur a reçu 25 DM en bonus de championnat, a-t-il révélé au magazine du club THW « Zebra » en 2005. 
Dahlinger a reçoit sa première nomination dans l'équipe nationale en 1951. Au total, le joueur de classe mondiale joue 38 matchs internationaux jusqu'à sa retraite en 1957, marquant 110 buts. Au handball à onze, il joue 22 matchs et marque 71 buts et devient champion du monde en 1952 et 1955 ; au handball à sept, Dahlinger marque 39 buts en16 matchs et est vice-champion du monde en 1954. 
Après la démission de Fritz Westheider en 1958, il devient l'entraîneur de THW Kiel et même après la fin de sa carrière active comme joueur, il est resté l'entraîneur des zèbres jusqu'en 1972 Il a également entraîné différentes équipes du NDTSV (Neumühlen-Dietrichsdorfer Turn- und Sportvereinigung) Holsatia Kiel et a joué dans l'équipe de vétérans de la THW Kiel pendant de nombreuses années. 
En 1963, Hein Dahlinger remporte la Coupe d'or Folkeboot avec Bruno Splieth et Frieder Heinzel sur le bateau Daddel et donc le championnat du monde officieux de Folkeboot à voile. 

## Honneurs

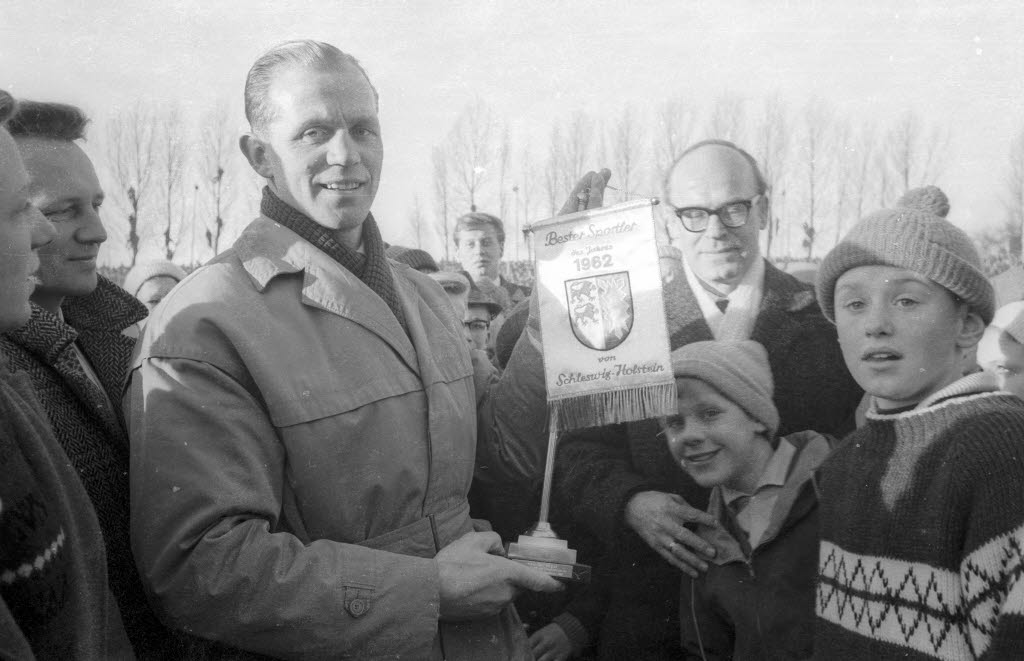
Heinrich Dahlinger honoré comme le meilleur athlète de l'année 1962 par le Schleswig-Holstein. La cérémonie a lieu au Holsteinstadion pendant la mi-temps du match Holstein Kiel contre le Hambourg SV dans l'Oberliga Nord.

Dahlinger est honoré de la feuille de laurier d'argent pour avoir remporté le championnat allemand en 1950 et le championnat du monde en 1952. En 1999, la mascotte du THW - un zèbre - est nommée Hein Daddel et dans le quartier Kiel de Gaarden-Ost une nouvelle salle de sport est nommée « Hein-Dahlinger-Halle ». En 2007, il reçoit la médaille Andreas Gayk de la ville de Kiel « pour ses services extraordinaires de handball à Kiel et en Allemagne ». 